# РЧ-500
Зенитная управляемая ракета дальнего действия РЧ-500 (РЧ — «ракета Челомея», по фамилии главного конструктора; также использовалось сокращённое наименование РТ — ракета на твёрдом топливе) — крылатая зенитная управляемая ракета/противоракета (по номенклатуре заказчика — беспилотный перехватчик), разрабатывавшаяся ОКБ-52 в 1959—1960 гг. для применения как боевое средство в составе комплекса дальнего перехвата С-500.

## Начало проекта
Союзное опытно-конструкторское бюро № 52, до того занимавшееся, преимущественно, созданием противокорабельных ракет для нужд Военно-Морского Флота, диверсифицирует свой производственный профиль. Принимая во внимание ход работ по созданию беспилотных перехватчиков за рубежом, — американо-канадский проект ЗУР «Бомарк» (дальность действия — 300—400 км) и французский проект ЗУР «Шаренси» (дальность — 500 км), — в ОКБ-52 и ряде других опытно-конструкторских учреждений военно-промышленного комплекса СССР разворачивается проектирование совершенно новой зенитной управляемой ракеты дальнего действия (ЗУРДД). Последовательно разрабатывались проекты зенитных ракет ЗУРДД-400, ЗУРДД-600, ЗУРДД-Б. Вскоре, в соответствии с решениями советского правительства, начинается разработка крылатой ракеты Р-500. Ввиду того, что система дальнего перехвата с зенитной управляемой ракетой создавалась на конкурсной основе, основным конкурентом ОКБ-52 В. Н. Челомея было ОКБ-155 А. И. Микояна. И если перед Челомеем, помимо проблемы освоения новой для него сферы деятельности, стояла проблема создания подходящего ракетного двигателя, то перед его конкурентами, — опытными авиаконструкторами, — возникла проблема другого характера: до перехода на тематику зенитных ракет, конструкторские бюро А. И. Микояна и С. А. Лавочкина занимались проектированием пилотируемых летательных аппаратов, теперь же им предстояло создавать беспилотный перехватчик и на первый план выходила необходимость создания подходящей система управления ракетой.

## Хронология проекта
Начало работ над проектом было положено на совещании в ОКБ-52 3 августа 1959 года, на котором присутствовали: председатель Государственного комитета по авиационной технике (ГКАТ) П. В. Дементьев, его заместитель А. А. Кобзарев, председатель Государственного комитета по радиоэлектронике (ГКРЭ) В. Д. Калмыков, от КБ-1, входящего в ГКРЭ, — А. А. Колосов, ОКБ-52 на совещании представлял В. Н. Челомей. В ходе совещания были представлены весьма серьёзные технические проработки, говорящие не только о принципах создания зенитной управляемой ракеты (ЗУР), но и об основных её параметрах и качествах, — в частности, ракета должна была иметь достаточную маневренность в разреженных слоях атмосферы, — и по итогам которого в протоколе заседания было зафиксировано решение собравшихся принять к проработке следующие параметры:
- Средняя скорость полёта — 3500 км/ч,
- Скорость атаки — 2000 км/ч,
- Высота полёта — 35-40 км,
- Стартовая масса — 7-8 т,
- Вес аппаратуры управления (без источников питания и обтекателей антенн) — до 300 кг,
- Допустимая перегрузка — 4,5-5 g на высоте 35 км.

24 сентября 1959 г., при посредничестве ГКАТ, сотрудникам ОКБ-52 были предоставлены данные по аналогичным разработкам в ОКБ-155 у А. И. Микояна, где также разрабатывался комплекс дальнего перехвата с двухступенчатой крылатой зенитной управляемой ракетой, имевшей аналогичные характеристики. Наряду с проектами конструкторских бюро Челомея и Микояна, в ОКБ-301 С. А. Лавочкина разрабатывалась ЗУР традиционной компоновки «Даль», с меньшей дальностью действия — 300 км при аналогичной высоте зоны поражения 30-35 км, весом 8,5 т. Таким образом, в СССР существовала значительная конкуренция в сфере создания средств противовоздушной обороны. 22 сентября В. Н. Челомей рассмотрел аванпроект и дал задание подготовить для ГКАТ основные данные по комплексу. 23 сентября — подготовить основные данные по ракете. 24 сентября он рассмотрел основные данные по зенитной ракете, внёс поправки и дал задание: 1) Подготовить наглядные материалы в виде плакатов для представления в ГКАТ к 25 сентября; 2) Подготовить предложения ГКАТ для внесения в Постановление Совета Министров по зенитной ракете, мероприятия по обеспечению этих работ, привлечению смежных организаций; 3) Подготовить к 26-27 сентября в рукописном виде проект заявки на патент «Ракета с использованием принципа планирования». 29 сентября им подписано предложение П. В. Дементьеву о создании ЗУР на твёрдом топливе, а сотрудникам ОКБ-52 было дано задание подготовить альбом для показа Председателю ГКАТ. 30 сентября — подготовить подборку ознакомительных материалов для просмотра, указание: Переделать стартовую установку и титульный лист подборки. Пусковые установки РЧ-500 проектировались в двух вариантах базирования: наземными и подземными, титульный лист должен иметь название «Дальняя зенитная ракета на твёрдом топливе. Аванпроект». 1 октября сотрудникам бюро было дано указание подготовить альбом и предложения для Председателя ГКАТ к рассмотрению 2 октября в 9:00. По свидетельству В. А. Поляченко, на тот момент — сотрудника группы предэскизного проектирования при главном конструкторе ОКБ-52 и непосредственного участника данного проекта, такие ежедневные задания и непрерывный контроль их выполнения содействовали тому, что в кратчайшие сроки ОКБ-52, основным направлением деятельности которого было проектирование и создание низколетящих крылатых ракет, делает шаг в сторону высотных и скоростных ракет. 22 декабря 1959 г. в ГКРЭ состоялось совещание по дальнему перехватчику, на которое от ОКБ-52 В. Н. Челомей направил В. А. Поляченко. Оно проходило у главного инженера 13-го управления ГКРЭ Н. В. Кротова, в Москве, в здании на площади Ногина. Среди присутствовавших были: начальник 1-го управления 4-го Главного управления Министерства обороны генерал-майор Г. С. Легасов с сопровождающими его офицерами, сотрудники СКБ-41 (в то время являвшегося подразделением КБ-1 ГКРЭ) — главный конструктор бюро А. А. Колосов, главный конструктор лаборатории наземных систем Я. И. Павлов, начальник теоретического отдела И. Г. Рапопорт, от ОКБ-155 — начальник бригады аэродинамики А. А. Чумаченко. Обсуждались основные тактико-технические характеристики системы дальнего перехвата ДП-1:
- Дальность боевого применения — 500—600 км,
- Скорость цели — до 4000 км/ч,
- Высота полёта цели — от 5-10 км до 35-36 км,

Срок выхода на совместные испытания — 2-й квартал 1964 г. А. А. Колосов и Н. В. Кротов предложили название системе — С-500, а ракетам — РМ-500 и РЧ-500 («ракета Микояна» и «ракета Челомея», соответственно). 23 декабря о ходе и результатах совещания было доложено В. Н. Челомею. 9 января 1960 г. В. Н. Челомей сообщил своим подчинённым, что он завизировал проект Постановления Совета Министров по ракете к комплексу С-500 и внёс туда определённые изменения, перед сотрудниками бюро было поставлено задание: 1) Подготовить изменение дальности ракеты при манёвре на траектории выведения; 2) Подготовить аргументированную критику проекта зенитной ракеты ОКБ-155 А. И. Микояна. Линия критики состояла в следующем: Ракета на керосине имела ряд безусловных преимуществ, она годилась для поражения аэродинамических целей того времени и могла быть создана в сроки более сжатые, чем ракеты на твёрдом топливе, но не имеет перспектив развития, и требования Постановления СМ СССР ей не обеспечиваются. Керосин в сочетании с пороховым ракетным двигателем также не перспективен и не решает задачи по средним скоростям, по располагаемым перегрузкам; 3) Доказать перспективность РЧ-500 также и для целей противоракетной обороны (ПРО). В. А. Поляченко с заместителем гл. конструктора С. Н. Хрущёвым получили указание Челомея связаться с начальником СКБ-30 КБ-1 Г. В. Кисунько и поехать к нему с целью составить декларацию о перспективности ракеты РЧ-500 для целей ПРО, — Кисунько был головным по разработке системы противоракетной обороны, а противоракету для этой системы разрабатывал П. Д. Грушин. В проекте постановления, о котором рассказывал В. Н. Челомей, записывались две зенитные ракеты: РМ — ракета на жидком топливе (или РЖ), то есть ракета Микояна — РМ-500, и РЧ (или РТ), то есть — ракета на твёрдом топливе — ракета Челомея — РЧ-500. Конкуренция на этом этапе была между ОКБ-52 и ОКБ-155. В дальнейшем вопрос осложнился тем, что Председатель Государственного комитета по оборонной технике (ГКОТ) К. Н. Руднев не визировал проект постановления, так как в нём было записано, что НИИ-125 должен был сделать пороховой заряд с бо́льшим временем горения. ОКБ-52 был нужен маршевый пороховой двигатель со временем работы 165 сек, а он согласовывал время работы только до 100 сек. Удельный импульс — 220—240 сек, и весовая отдача двигателя 13-15 %, — на которые рассчитывали в ОКБ-52, — из проекта постановления были вычеркнуты, а это, по словам В. А. Поляченко, были очень важные характеристики. В то же время, Секретарь ЦК КПСС по оборонной промышленности Л. И. Брежнев, который курировал оборонную промышленность, дал срок две—три недели для согласования проекта на межведомственном уровне. Неделя из отведённого срока, к тому времени, уже прошла. Главным конструкторам поручили выработать окончательное решение. Двигатель первой ступени изготавливался для ракеты ОКБ-52 и ракеты ОКБ-155 один и тот же. Но ситуация с маршевым двигателем на твёрдом топливе и противодействие со стороны конкурирующих структур, привели к закрытию проекта дальней зенитной ракеты РЧ-500.

## Сравнительная характеристика
| Общие сведения и сравнительная тактико-техническая характеристика советских беспилотных перехватчиков Ту-131, РМ-500 и РЧ-500 комплекса дальнего перехвата С-500 и американских беспилотных перехватчиков BOMARC системы противовоздушной обороны IM-99/CIM-10 (с модификациями) | Общие сведения и сравнительная тактико-техническая характеристика советских беспилотных перехватчиков Ту-131, РМ-500 и РЧ-500 комплекса дальнего перехвата С-500 и американских беспилотных перехватчиков BOMARC системы противовоздушной обороны IM-99/CIM-10 (с модификациями) | Общие сведения и сравнительная тактико-техническая характеристика советских беспилотных перехватчиков Ту-131, РМ-500 и РЧ-500 комплекса дальнего перехвата С-500 и американских беспилотных перехватчиков BOMARC системы противовоздушной обороны IM-99/CIM-10 (с модификациями)                                | Общие сведения и сравнительная тактико-техническая характеристика советских беспилотных перехватчиков Ту-131, РМ-500 и РЧ-500 комплекса дальнего перехвата С-500 и американских беспилотных перехватчиков BOMARC системы противовоздушной обороны IM-99/CIM-10 (с модификациями)                                | Общие сведения и сравнительная тактико-техническая характеристика советских беспилотных перехватчиков Ту-131, РМ-500 и РЧ-500 комплекса дальнего перехвата С-500 и американских беспилотных перехватчиков BOMARC системы противовоздушной обороны IM-99/CIM-10 (с модификациями)                                | Общие сведения и сравнительная тактико-техническая характеристика советских беспилотных перехватчиков Ту-131, РМ-500 и РЧ-500 комплекса дальнего перехвата С-500 и американских беспилотных перехватчиков BOMARC системы противовоздушной обороны IM-99/CIM-10 (с модификациями)                                | Общие сведения и сравнительная тактико-техническая характеристика советских беспилотных перехватчиков Ту-131, РМ-500 и РЧ-500 комплекса дальнего перехвата С-500 и американских беспилотных перехватчиков BOMARC системы противовоздушной обороны IM-99/CIM-10 (с модификациями)                                | Общие сведения и сравнительная тактико-техническая характеристика советских беспилотных перехватчиков Ту-131, РМ-500 и РЧ-500 комплекса дальнего перехвата С-500 и американских беспилотных перехватчиков BOMARC системы противовоздушной обороны IM-99/CIM-10 (с модификациями)                                | Общие сведения и сравнительная тактико-техническая характеристика советских беспилотных перехватчиков Ту-131, РМ-500 и РЧ-500 комплекса дальнего перехвата С-500 и американских беспилотных перехватчиков BOMARC системы противовоздушной обороны IM-99/CIM-10 (с модификациями)                                | Общие сведения и сравнительная тактико-техническая характеристика советских беспилотных перехватчиков Ту-131, РМ-500 и РЧ-500 комплекса дальнего перехвата С-500 и американских беспилотных перехватчиков BOMARC системы противовоздушной обороны IM-99/CIM-10 (с модификациями)                                |
| Наименование перехватчика | Наименование перехватчика | РЧ-500 | РМ-500 | Ту-131 | XIM-99A Initial | YIM-99A Advanced | IM-99A | IM-99B | XIM-99B Super |
| Ответственное лицо | Ответственное лицо | главный конструктор | главный конструктор | главный конструктор | руководитель проекта или главный инженер | руководитель проекта или главный инженер | руководитель проекта или главный инженер | руководитель проекта или главный инженер | руководитель проекта или главный инженер |
| Ответственное лицо | Ответственное лицо | В. Н. Челомей | А. И. Микоян | А. Н. Туполев | Ф. Росс, Дж. Дрейк | Р. Удденберг | Р. Плат | Дж. Стоунер, Р. Хелберг | Э. Мокк, Х. Лонгфельдер |
| Головная организация (генподрядчик работ) | Головная организация (генподрядчик работ) | ОКБ-52 ГКАТ | ОКБ-155 ГКАТ | ОКБ-156 ГКАТ | Boeing Airplane Co. Aero-Space Division → Pilotless Aircraft Division | Boeing Airplane Co. Aero-Space Division → Pilotless Aircraft Division | Boeing Airplane Co. Aero-Space Division → Pilotless Aircraft Division | Boeing Airplane Co. Aero-Space Division → Pilotless Aircraft Division | Boeing Airplane Co. Aero-Space Division → Pilotless Aircraft Division |
| --- | --- | --- | --- | --- | --- | --- | --- | --- | --- |
| Задействованные структуры | маршевый двигатель | НИИ-125 ГКОТ | ОКБ-670 ГКАТ | ОКБ-670 ГКАТ | Marquardt Corp. | Marquardt Corp. | Marquardt Corp. | Marquardt Corp. | Marquardt Corp. |
| Задействованные структуры | вспомогательная силовая установка | не предусматривалась | не предусматривалась | не предусматривалась | не предусматривалась | не предусматривалась | не предусматривалась | Thompson Ramo Wooldridge Corp. | Thompson Ramo Wooldridge Corp. |
| Задействованные структуры | стартовый двигатель | | | | Aerojet-General Corp. | Aerojet-General Corp. | Aerojet-General Corp. | Thiokol Chemical Corp. | Thiokol Chemical Corp. |
| Задействованные структуры | аэродинамические элементы | ЦАГИ ГКАТ | ЦАГИ ГКАТ | ЦАГИ ГКАТ | Canadair Ltd. (оперение, крылья и элероны), Brunswick Corp. и Coors Porcelain Co. (обтекатели) | Canadair Ltd. (оперение, крылья и элероны), Brunswick Corp. и Coors Porcelain Co. (обтекатели) | Canadair Ltd. (оперение, крылья и элероны), Brunswick Corp. и Coors Porcelain Co. (обтекатели) | Canadair Ltd. (оперение, крылья и элероны), Brunswick Corp. и Coors Porcelain Co. (обтекатели) | Canadair Ltd. (оперение, крылья и элероны), Brunswick Corp. и Coors Porcelain Co. (обтекатели) |
| Задействованные структуры | головка самонаведения | НИИ-17 ГКАТ | НИИ-5 ГАУ МО | | Westinghouse Electric Corp. | Westinghouse Electric Corp. | Westinghouse Electric Corp. | Westinghouse Electric Corp. | Westinghouse Electric Corp. |
| Задействованные структуры | бортовое механическое и электрооборудование | СКБ-41 ГКРЭ | НИИ-5 ГАУ МО | IBM Computers Co., Bendix Aviation Corp. | IBM Computers Co., Bendix Aviation Corp. | IBM Computers Co., Bendix Aviation Corp. | IBM Computers Co., Bendix Aviation Corp. | IBM Computers Co., Bendix Aviation Corp. | |
| Задействованные структуры | бортовое механическое и электрооборудование | СКБ-41 ГКРЭ | НИИ-5 ГАУ МО | Willow Run Research Center, General Electric Corp. | Willow Run Research Center, General Electric Corp. | Motorola Inc., General Precision Corp. | Motorola Inc., General Precision Corp. | Motorola Inc., General Precision Corp. | |
| Задействованные структуры | бортовое механическое и электрооборудование | СКБ-41 ГКРЭ | НИИ-5 ГАУ МО | Willow Run Research Center, General Electric Corp. | Willow Run Research Center, General Electric Corp. | Lear, Inc. | Kearfott Corp., Hamilton Watch Co. | Kearfott Corp., Hamilton Watch Co. | |
| Задействованные структуры | наземное оборудование и сопряжённые работы | КБ-1 ГКРЭ | КБ-1 ГКРЭ | КБ-1 ГКРЭ | Food Machinery and Chemical Corp. (пусковая установка, подъёмное устройство и гидравлика), IT&T Federal Laboratories, Inc. (контрольно-проверочное оборудование для эксплуатационного и технического обслуживания, электрическая цепь запуска)                                                                  | Food Machinery and Chemical Corp. (пусковая установка, подъёмное устройство и гидравлика), IT&T Federal Laboratories, Inc. (контрольно-проверочное оборудование для эксплуатационного и технического обслуживания, электрическая цепь запуска)                                                                  | Food Machinery and Chemical Corp. (пусковая установка, подъёмное устройство и гидравлика), IT&T Federal Laboratories, Inc. (контрольно-проверочное оборудование для эксплуатационного и технического обслуживания, электрическая цепь запуска)                                                                  | Food Machinery and Chemical Corp. (пусковая установка, подъёмное устройство и гидравлика), IT&T Federal Laboratories, Inc. (контрольно-проверочное оборудование для эксплуатационного и технического обслуживания, электрическая цепь запуска)                                                                  | Food Machinery and Chemical Corp. (пусковая установка, подъёмное устройство и гидравлика), IT&T Federal Laboratories, Inc. (контрольно-проверочное оборудование для эксплуатационного и технического обслуживания, электрическая цепь запуска)                                                                  |
| Задействованные структуры | другие | НИИ-1 ГКАТ | н/д | н/д | + несколько сотен малых предприятий — субподрядчиков в США и Канаде | + несколько сотен малых предприятий — субподрядчиков в США и Канаде | + несколько сотен малых предприятий — субподрядчиков в США и Канаде | + несколько сотен малых предприятий — субподрядчиков в США и Канаде | + несколько сотен малых предприятий — субподрядчиков в США и Канаде |
| Вид вооружённых сил или род войск — эксплуатант (фактический или потенциальный) | Вид вооружённых сил или род войск — эксплуатант (фактический или потенциальный) | Войска ПВО СССР | Войска ПВО СССР | Войска ПВО СССР | Военно-воздушные силы США, Королевские военно-воздушные силы Канады (Военно-воздушные силы Швеции отказались от участия в проекте) | Военно-воздушные силы США, Королевские военно-воздушные силы Канады (Военно-воздушные силы Швеции отказались от участия в проекте) | Военно-воздушные силы США, Королевские военно-воздушные силы Канады (Военно-воздушные силы Швеции отказались от участия в проекте) | Военно-воздушные силы США, Королевские военно-воздушные силы Канады (Военно-воздушные силы Швеции отказались от участия в проекте) | Военно-воздушные силы США, Королевские военно-воздушные силы Канады (Военно-воздушные силы Швеции отказались от участия в проекте) |
| Год начала разработки | Год начала разработки | 1959 | 1958 | 1959 | 1949 | 1950 | 1951 | 1955 | 1957 |
| Год постановки на боевое дежурство | Год постановки на боевое дежурство | не ставились | не ставились | не ставились | не ставились | не ставились | 1959 | 1961 | не ставились |
| Год снятия с боевого дежурства | Год снятия с боевого дежурства | не ставились | не ставились | не ставились | не ставились | не ставились | 1964 | 1972 | не ставились |
| Всего выпущено, ед. | Всего выпущено, ед. | — | — | — | 49 | 45 | 269 | 301 | 130 |
| Неполный цикл стрельбы (заявленный разработчиком), с | Неполный цикл стрельбы (заявленный разработчиком), с | — | — | — | н/д | 120 | 120 | 30 | 30 |
| Стартовый двигатель | тип двигателя | твердотопливный | твердотопливный | твердотопливный | жидкостный | жидкостный | жидкостный | твердотопливный | твердотопливный |
| Стартовый двигатель | количество и модификации | 2 × ТРУ | 2 × ТРУ | 1 × ТРУ | 1 × Aerojet XLR59-AJ-5 | 1 × Aerojet XLR59-AJ-5 | 1 × Aerojet LR59-AJ-13 | 1 × Thiokol XM51 | 1 × Thiokol XM51 |
| Маршевый двигатель | тип двигателя | Сверхзвуковой прямоточный воздушно-реактивный двигатель | Сверхзвуковой прямоточный воздушно-реактивный двигатель | Сверхзвуковой прямоточный воздушно-реактивный двигатель | Сверхзвуковой прямоточный воздушно-реактивный двигатель | Сверхзвуковой прямоточный воздушно-реактивный двигатель | Сверхзвуковой прямоточный воздушно-реактивный двигатель | Сверхзвуковой прямоточный воздушно-реактивный двигатель | Сверхзвуковой прямоточный воздушно-реактивный двигатель |
| Маршевый двигатель | количество и модификации | 1 × ПРД | 1 × РД-085 | 1 или 2 × ПВРД | 2 × Marquardt XRJ43 | 2 × Marquardt XRJ43-MA-3 | 2 × Marquardt RJ43-MA-3 | 2 × Marquardt RJ43-MA-7 или RJ43-MA-11 | 2 × Marquardt RJ57 или RJ59 |
| Маршевый двигатель | используемое топливо | порох | авиатопливо Т-5 (на основе керосина) | н/д | ракетное топливо JP-3 (на основе керосина) | ракетное топливо JP-4 (на основе керосина) | бензин 80-октановый | ракетное топливо JP-4 (на основе керосина) | н/д |
| Параметры маршевого двигателя | длина, мм | н/д | 4300 | 7000 | | 4191 | 3683 | н/д | н/д |
| Параметры маршевого двигателя | диаметр камеры сгорания, мм | н/д | 850 | н/д | 711 | 716 | 610 | н/д | н/д |
| Тяга стартового двигателя, кгс | Тяга стартового двигателя, кгс | 15880 | 15880 | н/д | н/д | 15876 | 15876 | 22680 | 22680 |
| Тяга маршевого двигателя, кгс | Тяга маршевого двигателя, кгс | н/д | 10430 | н/д | н/д | 785 × 2 (1570) 5443 × 2 (10886) | 5216 × 2 (10432) | 5443 × 2 (10886) | н/д |
| Длина полная, мм | Длина полная, мм | н/д | 11772,9 | 9600 | 10668 | 12557,76 | 14274,8 | 13741,4 | 14249,4 |
| Высота полная, мм | Высота полная, мм | н/д | 2727,6 | н/д | | 3139,44 | 3149,6 | 3149,6 | 3124,2 |
| Размах крыла, мм | Размах крыла, мм | н/д | 6606,8 | 2410 | 4267,2 | 5516,88 | 5537,2 | 5537,2 | 5537,2 |
| Размах горизонтального оперения, мм | Размах горизонтального оперения, мм | н/д | 3919 | н/д | н/д | н/д | 3200 | 3200 | 3204 |
| Диаметр фюзеляжа, мм | Диаметр фюзеляжа, мм | н/д | 947,2 | н/д | 889 | 914,4 | 889 | 889 | 889 |
| Дальность перехвата, км | Дальность перехвата, км | 500—600 | 800—1000 | 300—350 | 231 | 463 | 418 | 708 | 764 |
| Высоты перехвата, км | Высоты перехвата, км | 35—40 | 25—35 | 30 | 18 | 18 | 18 | 30 | 21 |
| Практический потолок, км | Практический потолок, км | — | — | — | 18,3 | 18,3 | 19,8 | 30,5 | 21,3 |
| Маршевая скорость, М | Маршевая скорость, М | 2,8 | 4,3 | 3,48 | 2,1 | 2,5 | 2—3,5 | 2—3,95 | 3,9—4 |
| Располагаемая перегрузка, g | Располагаемая перегрузка, g | ±5 | н/д | н/д | н/д | н/д | ±7 | н/д | н/д |
| Масса взлётная, кг | Масса взлётная, кг | 7000—8000 | 7000—8000 | 2960 | 5556 | 5443 | 7085 | 7272 | 6804 |
| Масса маршевого двигателя, кг | Масса маршевого двигателя, кг | н/д | 740 | 1460 | н/д | 206 × 2 (412) | 229 × 2 (458) | н/д | н/д |
| Время полёта, мин | Время полёта, мин | н/д | до 20 | н/д | н/д | до 5,5 | до 10,5 | н/д | н/д |
| Тип, масса и мощность боевой части, кт | Тип, масса и мощность боевой части, кт | обычная или ядерная | обычная или ядерная | обычная или ядерная (190 кг) | обычная или ядерная (136 кг) | обычная или ядерная (136 кг) | обычная (151 кг / 0,454 кт, не использовалась) или ядерная, изменяемой мощности W-40 (160 кг / 7—10 кт) | обычная (151 кг / 0,454 кт, не использовалась) или ядерная, изменяемой мощности W-40 (160 кг / 7—10 кт) | обычная (до 907 кг) или ядерная W-40 (160 кг / 7—10 кт) |
| Система управления комплексом | стратегическое звено | АСУ «Воздух-1» | АСУ «Воздух-1» | АСУ «Воздух-1» | АСУ Semi-Automatic Ground Environment (SAGE) | АСУ Semi-Automatic Ground Environment (SAGE) | АСУ Semi-Automatic Ground Environment (SAGE) | АСУ Semi-Automatic Ground Environment (SAGE) | АСУ Semi-Automatic Ground Environment (SAGE) |
| Система управления комплексом | стратегическое звено | АСУ «Воздух-1» | АСУ «Воздух-1» | АСУ «Воздух-1» | АСУ IBM AN/FSQ-7 и/или | | | | |
| Система управления комплексом | оперативно-тактическое звено | АСУ «Луч-1» | АСУ «Луч-1» | АСУ «Луч-1» | | | | | |
| Система управления комплексом | оперативно-тактическое звено | АСУ «Луч-1» | АСУ «Луч-1» | АСУ «Луч-1» | АСУ Westinghouse AN/GPA-35 (одновременное сопровождение до двух перехватчиков) | | | | |
| Система наведения перехватчика | начальный участок | полёт по заданной траектории (на автопилоте) | полёт по заданной траектории (на автопилоте) | полёт по заданной траектории (на автопилоте) | полёт по заданной траектории (на автопилоте) | полёт по заданной траектории (на автопилоте) | полёт по заданной траектории (на автопилоте) | полёт по заданной траектории (на автопилоте) | полёт по заданной траектории (на автопилоте) |
| Система наведения перехватчика | маршевый участок | комбинированная (наземные автоматизированные системы управления + бортовая аппаратура управления) | комбинированная (наземные автоматизированные системы управления + бортовая аппаратура управления) | комбинированная (наземные автоматизированные системы управления + бортовая аппаратура управления) | комбинированная (наземные автоматизированные системы управления + бортовая аппаратура управления) | комбинированная (наземные автоматизированные системы управления + бортовая аппаратура управления) | комбинированная (наземные автоматизированные системы управления + бортовая аппаратура управления) | комбинированная (наземные автоматизированные системы управления + бортовая аппаратура управления) | комбинированная (наземные автоматизированные системы управления + бортовая аппаратура управления) |
| Система наведения перехватчика | конечный участок траектории | радиокомандная КРУ «Лазурь-М» с АЦВК «Каскад» и СПК «Радуга» или с помощью бортовой навигационной аппаратуры (радиолокационного самонаведения) РЛГСН «Зенит» | радиокомандная КРУ «Лазурь-М» с АЦВК «Каскад» и СПК «Радуга» или с помощью бортовой навигационной аппаратуры (радиолокационного самонаведения) РЛГСН «Зенит» | радиокомандная КРУ «Лазурь-М» с АЦВК «Каскад» и СПК «Радуга» или с помощью бортовой навигационной аппаратуры (радиолокационного самонаведения) РЛГСН «Зенит» | радиокомандная Bendix AN/FPS-3 и активная радиолокационная Westinghouse AN/APQ-41 | радиокомандная Bendix AN/FPS-3 и активная радиолокационная Westinghouse AN/APQ-41 | радиокомандная Bendix AN/FPS-3 или General Electric AN/CPS-6B активная импульсная радиолокационная Westinghouse AN/DPN-34 | радиокомандная Bendix AN/FPS-20 и инерциальная (активная радиолокационная) Westinghouse AN/DPN-53 | радиокомандная Bendix AN/FPS-20 и активная радиолокационная Westinghouse AN/APQ-41 |
| Система наведения перехватчика | конечный участок траектории | радиолокационная с непрерывным излучением или импульсная | н/д | радиолокационная | радиокомандная Bendix AN/FPS-3 и активная радиолокационная Westinghouse AN/APQ-41 | радиокомандная Bendix AN/FPS-3 и активная радиолокационная Westinghouse AN/APQ-41 | радиокомандная Bendix AN/FPS-3 или General Electric AN/CPS-6B активная импульсная радиолокационная Westinghouse AN/DPN-34 | радиокомандная Bendix AN/FPS-20 и инерциальная (активная радиолокационная) Westinghouse AN/DPN-53 | радиокомандная Bendix AN/FPS-20 и активная радиолокационная Westinghouse AN/APQ-41 |
| Поражаемые цели (заявленные разработчиком) | скоростной режим | сверхзвуковые | сверхзвуковые | сверхзвуковые | дозвуковые | дозвуковые | дозвуковые | сверхзвуковые | сверхзвуковые |
| Поражаемые цели (заявленные разработчиком) | вид, тип и класс | аэродинамические и баллистические цели: пилотируемые летательные аппараты (любой конфигурации), управляемые ракеты воздушного базирования, крылатые ракеты наземного базирования, баллистические ракеты малой дальности, межконтинентальные баллистические ракеты на встречных и встречно-пересекающихся курсах | аэродинамические и баллистические цели: пилотируемые летательные аппараты (любой конфигурации), управляемые ракеты воздушного базирования, крылатые ракеты наземного базирования, баллистические ракеты малой дальности, межконтинентальные баллистические ракеты на встречных и встречно-пересекающихся курсах | аэродинамические и баллистические цели: пилотируемые летательные аппараты (любой конфигурации), управляемые ракеты воздушного базирования, крылатые ракеты наземного базирования, баллистические ракеты малой дальности, межконтинентальные баллистические ракеты на встречных и встречно-пересекающихся курсах | аэродинамические и баллистические цели: пилотируемые летательные аппараты (любой конфигурации), управляемые ракеты воздушного базирования, крылатые ракеты наземного базирования, баллистические ракеты малой дальности, межконтинентальные баллистические ракеты на встречных и встречно-пересекающихся курсах | аэродинамические и баллистические цели: пилотируемые летательные аппараты (любой конфигурации), управляемые ракеты воздушного базирования, крылатые ракеты наземного базирования, баллистические ракеты малой дальности, межконтинентальные баллистические ракеты на встречных и встречно-пересекающихся курсах | аэродинамические и баллистические цели: пилотируемые летательные аппараты (любой конфигурации), управляемые ракеты воздушного базирования, крылатые ракеты наземного базирования, баллистические ракеты малой дальности, межконтинентальные баллистические ракеты на встречных и встречно-пересекающихся курсах | аэродинамические и баллистические цели: пилотируемые летательные аппараты (любой конфигурации), управляемые ракеты воздушного базирования, крылатые ракеты наземного базирования, баллистические ракеты малой дальности, межконтинентальные баллистические ракеты на встречных и встречно-пересекающихся курсах | аэродинамические и баллистические цели: пилотируемые летательные аппараты (любой конфигурации), управляемые ракеты воздушного базирования, крылатые ракеты наземного базирования, баллистические ракеты малой дальности, межконтинентальные баллистические ракеты на встречных и встречно-пересекающихся курсах |
| Категория мобильности | Категория мобильности | стационарный | стационарный | стационарный | стационарный, шахтного базирования (режим хранения — в горизонтальном положении), вертикального наземного запуска | стационарный, шахтного базирования (режим хранения — в горизонтальном положении), вертикального наземного запуска | стационарный, шахтного базирования (режим хранения — в горизонтальном положении), вертикального наземного запуска | стационарный, шахтного базирования (режим хранения — в горизонтальном положении), вертикального наземного запуска | стационарный, шахтного базирования (режим хранения — в горизонтальном положении), вертикального наземного запуска |
| Категория мобильности | Категория мобильности | стационарный | самоходный | | стационарный, шахтного базирования (режим хранения — в горизонтальном положении), вертикального наземного запуска | стационарный, шахтного базирования (режим хранения — в горизонтальном положении), вертикального наземного запуска | стационарный, шахтного базирования (режим хранения — в горизонтальном положении), вертикального наземного запуска | стационарный, шахтного базирования (режим хранения — в горизонтальном положении), вертикального наземного запуска | стационарный, шахтного базирования (режим хранения — в горизонтальном положении), вертикального наземного запуска |
| Стоимость одного серийного боеприпаса, млн $ в ценах 1958 года | Стоимость одного серийного боеприпаса, млн $ в ценах 1958 года | серийно не изготавливались | серийно не изготавливались | серийно не изготавливались | 6,930 | 3,297 | 0,9125 | 1,812 | 4,8 |
| Источники информации - Ерохин Е. И. История издания беспилотного высотного перехватчика Р-500. - Поляченко В. А. На море и в космосе: Воспоминания. — СПб.: Морсар АВ, 2008. — С. 54—60. — 224 с. — ISBN 5-93599-001-8. - Ригмант В. Г. Под знаками «АНТ» и «Ту» // Авиация и космонавтика. — 1999. — № 10 (51) — С. 44. — ISSN 0373-9821. - XF-99 BOMARC Standard Missile Characteristics (англ.). — Washington, D.C.: Office of the Secretary of the U.S. Air Force, 23 February 1954. — P. 3—4. — 4 p. - Hanson, C. M. Chacacteristics of Tactical, Strategic and Research Missiles: BOMARC Model IM-99 (англ.). — San Diego, Calif.: Convair, 2 November 1957. — P. 15. - IM-99A BOMARC Standard Missile Characteristics (англ.). — Washington, D.C.: Office of the Secretary of the U.S. Air Force, 8 May 1958. — P. 2—8 — 10 p. - Convair Pomona Report TM 339-42-2 (англ.). — San Diego, Calif.: Convair, 7 August 1959. — P. 1—5. — 2 p. - BOMARC’s Role in Air Defense. / Department of Defense Appropriations for 1959 : Hearings, 86th Congress, 2nd Session (англ.). — Washington : U.S. Government Printing Office, 1958. — P. 341—350. - Status of BOMARC Program. / Department of Defense Appropriations for 1961 : Hearings, 86th Congress, 2nd Session (англ.). — Washington : U.S. Government Printing Office, 1960. — Vol.11 — P. 341—346. - The DOD fiscal year 1959 funds released on December 15, 1958, for BOMARC missiles. / Department of Defense Appropriations for 1961 : Hearings, 86th Congress, 2nd Session (англ.). — Washington : U.S. Government Printing Office, 1960. — Vol.17 — P. 263. - IM-99 Weapon System (англ.). — Washington, D.C. : Department of the Air Force, Directorate of Readiness and Materiel Inspection, 1958. — 23 p. - Military Construction Authorization, Fiscal Year 1960 : Hearings, 86th Congress, 1st Session (англ.). — Washington, D.C. : U.S. Government Printing Office, 1960. — P. 26—42, 316—325. - Army, Navy, Air Force Journal : spokesman of the services. — Washington, D.C.: Army and Navy Journal, Inc. — Vol. 99. ADC Has “Impressive Resources” For Aerospace Defense (англ.). // 21 October 1961. — P. 1, 4. Bomarc B Installed At Langley AFB (англ.). // 28 October 1961. — P. 20. AF’s “Tiddle” Process Automates Intecepts For Fighter Aircraft (англ.). // 25 November 1961 — P. 9. Air Force Defense Missile Wing Tells Possible Change In Bomarc System (англ.). // 2 December 1961. — P. 26. - Bomarc Program. / Pyramiding of Profits and Costs in the Missile Procurement Program : Hearings, 87th Congress, 2nd Session (англ.). — Washington, D.C. : U.S. Government Printing Office, 1962. — Vol. 10 — Pt. 4.(Bomarc Program) — P. 631—937. - Baar, James ; Howard, William E. Spacecraft and Missiles of the World, 1962 (англ.). — N.Y.: Harcourt, Brace & World, 1962. — P. 94. — 117 p. - Jacobs, Horace ; Whitney, Eunice Engelke. Missile and Space Projects Guide 1962 (англ.). — N.Y.: Springer, 1962. — P. 32. — 235 p. - Astrolog—A Status Report on All U. S. Missiles, Satellites, Spacecraft and Space Vehicles (англ.). // Missiles and rockets : The weekly of space engineering. — Washington, D.C.: American Aviation Publications, Inc., September 2, 1963. — Vol. 13 — № 10. — P. 21. - BOMARC A Fact Sheet. | | | | | | | | | |